# Hong Kong nos Jogos Olímpicos de Verão de 1952
Hong Kong participou dos Jogos Olímpicos pela primeira vez nos Jogos Olímpicos de Verão de 1952 em Helsinque, Finlândia.